# Zip (computerspel)
Zip  is een computerspel dat werd ontwikkeld door The Code Works. Het spel werd uitgebracht in 1982 voor de Commodore 64.
In het spel controleert de speler een robot die in acht richtingen met laserstralen vijanden kan vernietigen.